# آرسنیو ایگلاسیاس
آرسنیو ایگلاسیاس (انگلیسی: Arsenio Iglesias؛ ۲۴ دسامبر ۱۹۳۰ - ۵ مهٔ ۲۰۲۳) بازیکن و مربی فوتبال اهل اسپانیا بود.
از باشگاه‌هایی که در آن بازی کرده‌ بود می‌توان به سویا، دپورتیوو لاکرونیا، و گرانادا اشاره کرد.

## افتخارات

### مربی
دپورتیوو
- کوپا دل ری: ۱۹۹۴–۹۵[۱]

ساراگوسا
- لیگا ادلانته: ۱۹۷۷–۷۸